# Korps Communicatie & Engagement 'Prinses Ariane'
Het Korps Communicatie & Engagement 'Prinses Ariane' van de Koninklijke Landmacht is een korps binnen het wapen van de informatiemanoeuvre, opgericht op 20 november 2020.
De eenheid is gespecialiseerd in civiel-militaire interactie en communicatie in de breedste zin van het woord. De inzet kan in missiegebieden zijn maar ook in Nederland. Het korps beschikt daarvoor over een brede pool van militairen, beroeps en reservist, met diverse (civiele) specialismen. Daarnaast beschikt het korps ook over specialisten op het gebied van psychologische operaties (PSYOP).

## Embleem
Het Korps Communicatie en Engagement voert een goudkleurig embleem met als hoofditem ‘het schaakstuk paard’, met gekruist daarvoor een papyrusrol en een zwaard (op de kraagspiegelemblemen staan het zwaard en de papyrusrol erachter). Het schaakstuk paard is een internationaal gebruikt symbool voor psychologische operaties (PSYOP). De papyrusrol ervoor staat voor kennis en communicatie en het zwaard staat voor effect en doelgerichtheid, maar is symbolisch naar beneden gericht om de niet-kinetische wijze van optreden weer te geven. Het embleem heeft een oranje achtergrond. Oranje staat voor ambitie en is symbolisch voor kracht en uithoudingsvermogen. Het verwijst tevens naar de kleur van nationale verbondenheid en de band met het koningshuis. De oranje achtergrond heeft een lichtgrijze bies. Grijs is de wapenkleur van het wapen van de Informatiemanoeuvre.

## Eenheden
- 1 Civiel en Militair Interactiecommando (1CMICo)
- Overig personeel werkzaam bij de communicatie- en engagement keten.